# Corte do Pinto
Corte do Pinto é uma povoação portuguesa sede da Freguesia de Corte do Pinto do Município de Mértola, freguesia com 70,69 km² de área e 735 habitantes (censo de 2021), tendo, por isso, uma densidade populacional de 10,4 hab./km².
Localiza-se no extremo oriental do município de Mértola. É limitada a sul e a oeste pela freguesia de Santana de Cambas, a norte pelo município de Serpa e a este, em seguimento do rio Chança, faz fronteira com Espanha. 
As principais atividades económicas e recursos prendem-se com exploração agrícola, pecuária, comércio, apicultura, turismo e caça. 

## História
Existem dispersos pela área vários vestígios arqueológicos que remetem para uma ocupação pré-romana merecendo destaque a Serra de S. Domingos cujos indícios de exploração mais antiga remonta para o primeiro milénio a. C. seguindo-se o período que mediou entre o ano 14 a.C. e o ano de 395 d. C. (período romano).
No século XIII, durante a Reconquista Cristã da Península Ibérica a área foi conquistada por forças da Ordem de São Tiago. 
Segundo as Memórias Paroquiais de 1758, a zona seria particularmente parca em recursos todos os fructos são sem muita abundancia pelo que foi dado aos moradores de Corte do Pinto, Santana de Cambas e toda a serra evolvente o privilégio de não pagar mais do que o dízimo à coroa ley que os Senhores Reys antigos lhe fizeram.
As Memórias Paroquiais referem a existência de uma fonte de água sulfúrea (pego da sarna) na Serra de S. Domingos utilizada tradicionalmente para tratar infecções dérmicas (animais e humanas). É nesse mesmo local, no século XIX, que nascem as Minas de S. Domingos e a respectiva povoação. A partir de 1858 começa uma época de maior prosperidade onde se regista uma acentuado crescimento demográfico na Freguesia e nos povoados arredores. No final da década de cinquenta do século passado entra em declínio a extracção mineira e instala-se a crise social e económica. Em 1965, a mina encerrou definitivamente, obrigando centenas de famílias a ir para a zona da grande Lisboa ou para o estrangeiro.

## Ecologia
A maior parte do território desta freguesia não se encontra abrangido pelo Parque Natural do Vale do Guadiana, porém a sua paisagem e ecologia correspondem fundamentalmente às características desta reserva.
A bacia do Chança abriga  um dos peixes mais ameaçados do território português, o saramugo (Anaecypris hispanica), classificado como “Criticamente em Perigo”. Localmente é também conhecido como "pardelha". 
A urze Erica andevalensis, raro endemismo da flora ibérica tem a sua distribuição em Portugal limitada à zona mineira da Mina de S. Domingos.

## Demografia
A população registada nos censos foi:
Nota: O censo de 1864 apresenta duas discrepância muito acentuadas. A Freguesia de Corte do Pinto regista apenas 588 habitantes (no censo de 1878 registava 2 572). Por seu lado a freguesia de Santana de Cambas regista, em 1864, 4443 habitantes e, em 1878, apenas 2807.
| Ano  | 0-14 Anos | 15-24 Anos | 25-64 Anos | > 65 Anos |
| 2001 | 115       | 117        | 464        | 384       |
| 2011 | 87        | 70         | 371        | 329       |
| 2021 | 60        | 57         | 320        | 298       |

## Povoações e lugares da Freguesia
- Corte Azinha
- Corte do Pinto
- Mina de São Domingos
- Monte Novo de Poço Barbas

## Património
- Casa do Mineiro – Centro de Documentação[13].
- Complexo mineiro da Mina de São Domingos.
- Escolas Primária (segundo o estilo do Plano dos centenários).
- Igreja Paroquial de Corte do Pinto[14].
- Igreja de São Domingos.
- Praia Fluvial da Tapada Grande.
- Vestígios mineiros da Mina do Chança[15] nas margens do Rio Chança.
- A “Praça”, o edifício do mercado de Corte do Pinto.
- Ruínas de um Moinho de Vento em Corte do Pinto e Mina de São Domingos.
- Vários poços de abastecimento público construídos pela junta de freguesia:
  - O chamado Poço Novo em Corte do Pinto com bebedouros para o gado e uma bomba de movimento fundida pela Companhia Industrial de Fundição (CIF).
  - Poço dos Tanques, junto aos lavadouros Públicos em Corte do Pinto de 1966.
  - Poço da Rua do Poço (Largo Dom José do Patrocínio) em Corte do Pinto de 1966.
  - Poço de Corte Azinha de 1979.

## Festas
As festas de Corte do Pinto são em honra de Nossa Senhora da Conceição, padroeira da aldeia, sendo a procissão dedicada à mesma no dia 15 de Agosto. 

## Curiosidades
Existiram junto à aldeia duas ermidas, uma dedicada a Santa Luzia e outra  dedicada a S. Simão e S. Judas. Não se conhece a localização exacta de ambas mas segundo as memórias paroquias de 1758 a ermida de S. Simão e S. Judas terá sido sede paroquial da primeira localização da povoação.
Em 1689 o botânico e naturalista francês Joseph Pitton de Tournefort (1656-1708), professor de Botânica no Jardim das Plantas (Paris), percorreu Portugal, tendo entrado por Corte do Pinto, freguesia do município de Mértola..
Mercedes Blasco ilustre atriz, escritora e jornalista nasceu em 1873 na Mina de S. Domingos. 